# Resolució 513 del Consell de Seguretat de les Nacions Unides
La Resolució 513 del Consell de Seguretat de les Nacions Unides, fou aprovada per unanimitat el 4 de juliol de 1982, després de recordar les resolucions 508 (1982), 509 (1982) i 512 (1982) i reafirmant les Convencions de Ginebra, el Consell va expressar la seva alarma davant la deteriorada situació humanitària a l'oest de Beirut i al sud del Líban.
La resolució va demanar a Israel, al Líban i a totes les parts interessades que respectessin els drets de la població civil i que recuperessin subministraments vitals d'aigua, electricitat, subministraments alimentaris i mèdics. El Consell també elogia els treballs del Secretari General i agències internacionals d'ajuda per alleugerir el patiment de la població civil.